# Мищенко, Николай Алексеевич
Николай Алексеевич Мищенко (1934 — 25 мая 2014) — советский работник мелиорации и водного хозяйства, экскаваторщик, Герой Социалистического Труда.

## Биография
Родился 20 мая 1934 года в Воронежской области.
Трудиться начал в 13 лет учеником слесаря в мастерских машинно-тракторной станции. В 1951 году окончил школу экскаваторщиков в города Золотоноша Полтавской области Украинской ССР и работал экскаваторщиком по всему Советскому Союзу — осушал болота на Южном Сахалине, строил насосные станции в Узбекистане, рыл каналы в волгоградских степях, работал на строительстве Куйбышевской ГЭС.
В 1961 Мищенко году приехал в Таганрог и начал трудиться в Таганрогской передвижной механизированной колонне треста «Ростовсельхозводстрой» машинистом экскаватора, затем — бригадиром. Сооружал системы орошения в Ростовской области, работал на строительстве Манычской, Багаевско-Садковской, Нижнее-Манычской и Миусской государственных оросительных систем. Возглавив в 1972 году первый четырёхсменный экипаж экскаваторщиков, поставил цель добиться выработки 500 тысяч кубометров грунта в год и в 1978 году его достижение составило 684 тысячи кубических метров. А круглосуточная работа позволила не только повысить выработку экскаватора Э-652Б, но и сэкономить дизельное топливо и запчасти. К Николаю Алексеевичу приезжали учиться мелиораторы из разных регионов СССР. Несколько лет в Таганрогской ПМК работала школа передового опыта по высокоэффективному использованию землеройной техники.
После выхода на пенсию, продолжал работать мастером деревообрабатывающего цеха. Возглавляя профсоюзную организацию предприятия, передавал свой опыт молодым механизаторам. Проживает в Таганроге, часто проводит встречи с молодежью города.

## Награды
- Указом Президиума Верховного Совета СССР от 14 апреля 1981 года за выдающиеся производственные успехи, достигнутые в выполнении заданий десятой пятилетки и социалистических обязательств, бригадиру машинистов экскаватора Мищенко Николаю Алексеевичу присвоено звание Героя Социалистического Труда с вручением ордена Ленина и золотой медали «Серп и Молот».
- Награждён вторым орденом Ленина и орденом «Знак Почета», а также медалями.
- Лауреат Государственной премии СССР (1975).
- В 2009 году Н. А. Мищенко получил Благодарственное письмо Главы Администрации (Губернатора) Ростовской области.[3]